# Сокирянська міська рада
Сокиря́нська міська́ ра́да — орган місцевого самоврядування Сокирянської міської громади в Сокирянському районі Чернівецької області.

## Склад ради
Рада складається з 30 депутатів та голови.
- Голова ради: Равлик Василь Степанович
- Секретар ради: Гуменний Олександр Олександрович

### Керівний склад попередніх скликань
| Прізвище, ім'я, по батькові | Основні відомості                                                       | Дата обрання | Дата звільнення |
| --------------------------- | ----------------------------------------------------------------------- | ------------ | --------------- |
| Равлик Василь Степанович    | Міський голова, 1958 року народження, освіта вища, безпартійний         | 26.03.2006   | 31.10.2010      |
| Равлик Василь Степанович    | Міський голова, 1958 року народження, освіта вища, член Партії регіонів | 31.10.2010   |                 |

Примітка: таблиця складена за даними сайту Верховної Ради України

### Депутати
За результатами місцевих виборів 2010 року депутатами ради стали:

#### За суб'єктами висування
| Суб'єкт висування                                       | Кількість обраних депутатів | %    |
| ------------------------------------------------------- | --------------------------- | ---- |
| Партія регіонів                                         | 10                          | 33,3 |
| Політична партія Всеукраїнське об'єднання «Батьківщина» | 10                          | 33,3 |
| Народна партія                                          | 3                           | 10   |
| Комуністична партія України                             | 2                           | 6,7  |
| Політична партія «Народна Самооборона»                  | 2                           | 6,7  |
| Політична партія «Фронт Змін»                           | 2                           | 6,7  |
| Політична партія «Сильна Україна»                       | 1                           | 3,3  |

#### За округами
| № округу                                                | Прізвище, ім'я, по батькові        | Дата визнання обраним | Освіта  | Партійна приналежність                        | Відомості про обраного депутата                                                                   |
| ------------------------------------------------------- | ---------------------------------- | --------------------- | ------- | --------------------------------------------- | ------------------------------------------------------------------------------------------------- |
| Комуністична партія України                             |                                    |                       |         |                                               |                                                                                                   |
| б/м                                                     | Олійник Василь Георгійович         | 03.11.2010            | середня | член Комуністичної партії України             | пенсіонер                                                                                         |
| б/м                                                     | Куляк Володимир Федорович          | 03.11.2010            | середня | член Комуністичної партії України             | пенсіонер                                                                                         |
| Народна Партія                                          |                                    |                       |         |                                               |                                                                                                   |
| б/м                                                     | Савескул Ольга Петрівна            | 03.11.2010            | вища    | член Народної партії                          | приватний підприємець                                                                             |
| б/м                                                     | Чорний Сергій Васильович           | 03.11.2010            | вища    | член Народної партії                          | Сокирнянська дільниця Чернівецької філії «Навтогазмережі», провідний бухгалтер                    |
| 4                                                       | Руснак Леся Михайлівна             | 03.11.2010            | вища    | позапартійна                                  | ДНЗ № 1, завідувачка                                                                              |
| Партія регіонів                                         |                                    |                       |         |                                               |                                                                                                   |
| б/м                                                     | Горн Раїса Антонівна               | 03.11.2010            | вища    | член Партії регіонів                          | Сокирянська РДА, начальник відділу культури і туризму                                             |
| б/м                                                     | Гуменний Олександр Олександрович   | 03.11.2010            | вища    | член Партії регіонів                          | Сокирянська міська рада, спеціаліст із житлових питань та соціального захисту населення           |
| б/м                                                     | Серебрянська Людмила Володимирівна | 03.11.2010            | вища    | позапартійна                                  | Сокирянська об'єднана податкова інспекція, перший заступник начальника                            |
| б/м                                                     | Вітовський Сергій Васильович       | 03.11.2010            | вища    | позапартійний                                 | Сокирянське управління з газифікації та газопостачання, начальник                                 |
| б/м                                                     | Плєгуца Михайло Пантелович         | 03.11.2010            | вища    | член Партії регіонів                          | магазин «У Василя» м. Новодністровськ, виконавчий директор                                        |
| 6                                                       | Погребняк Раїса Андріївна          | 03.11.2010            | вища    | позапартійна                                  | Івано-Франківська дирекція залізних перевезень. Львівська залізниця, начальник станції Сокиряни   |
| 7                                                       | Рябко Василь Васильович            | 03.11.2010            | вища    | позапартійний                                 | фізична особа — підприємець                                                                       |
| 11                                                      | Чеботков Микола Юхимович           | 03.11.2010            | вища    | член Партії регіонів                          | Сокирянський політехнічнийтехнікум товариства сприяння обороні України, заступник директора       |
| 13                                                      | Чумак Василь Михайлович            | 03.11.2010            | вища    | член Партії регіонів                          | Сокирянська ВК-67, лікар                                                                          |
| 14                                                      | Маковійчук Василь Володимирович    | 03.11.2010            | вища    | позапартійний                                 | пенсіонер                                                                                         |
| Політична партія Всеукраїнське об'єднання «Батьківщина» |                                    |                       |         |                                               |                                                                                                   |
| б/м                                                     | Баранюк Артур Дмитрович            | 03.11.2010            | вища    | член Всеукраїнського об'єднання «Батьківщина» | Сокрирянське міжнародне відділення судмедекспертизи, судмедексперт                                |
| б/м                                                     | Мєх Леонід Іванович                | 03.11.2010            | вища    | член Всеукраїнського об'єднання «Батьківщина» | пенсіонер                                                                                         |
| б/м                                                     | Незвищук Юрій Петрович             | 03.11.2010            | вища    | член Всеукраїнського об'єднання «Батьківщина» | Сокирянський РВУМВС, начальник сектору громадянства і міграції реєстрації фізичних осіб           |
| 2                                                       | Ліхолєтова Наталія Анатоліївна     | 03.11.2010            | вища    | член Всеукраїнського об'єднання «Батьківщина» | Сокирянська виправна колонія № 67, фельдшер-лаборант вищої категорії                              |
| 3                                                       | Кучерява Галина Миколаївна         | 03.11.2010            | вища    | член Всеукраїнського об'єднання «Батьківщина» | Сокирянський загальноосвітній навчальний заклад № 1, вчитель                                      |
| 8                                                       | Грицовляк Олена Михайлівна         | 03.11.2010            | вища    | член Всеукраїнського об'єднання «Батьківщина» | приватний підприємець                                                                             |
| 9                                                       | Кібзун Любов Павлівна              | 03.11.2010            | вища    | член Всеукраїнського об'єднання «Батьківщина» | Сокирянський загальноосвітній навчальний заклад № 1, вчитель                                      |
| 10                                                      | Мікірін Іван Якович                | 03.11.2010            | вища    | член Всеукраїнського об'єднання «Батьківщина» | пенсіонер                                                                                         |
| 12                                                      | Дерен Галина Володимирівна         | 03.11.2010            | вища    | член Всеукраїнського об'єднання «Батьківщина» | Сокирянська районна друкарня, заступник директора                                                 |
| 15                                                      | Дидак Антоніна Василівна           | 03.11.2010            | вища    | член Всеукраїнського об'єднання «Батьківщина» | Сокирянський територіальний центр по обслуговуванню пенсіонерів та інвалідів, заступник директора |
| Політична партія «Народна Самооборона»                  |                                    |                       |         |                                               |                                                                                                   |
| 1                                                       | Вітрова Лілія Михайлівна           | 03.11.2010            | вища    | позапартійна                                  | Сокирянська районна газета «Дністрові зорі», завідувач відділом молодіжної політики               |
| 5                                                       | Тацій Олександр Вікторович         | 03.11.2010            | вища    | член Політичної партії «Народна Самооборона»  | приватний підприємець                                                                             |
| Політична партія «Сильна Україна»                       |                                    |                       |         |                                               |                                                                                                   |
| б/м                                                     | Чорний Ярослав Вікторович          | 03.11.2010            | вища    | член Політичної партії «Сильна Україна»       | Телерадіоорганізація «Сокиряни», начальник відділу                                                |
| Політична партія «Фронт Змін»                           |                                    |                       |         |                                               |                                                                                                   |
| б/м                                                     | Савчук Віктор Іванович             | 03.11.2010            | вища    | член Політичної партії «Фронт Змін»           | Сокирянська РДА, завідувач сектору мобілізаційної роботи                                          |
| б/м                                                     | Олійник Віктор Олексійович         | 03.11.2010            | середня | член Політичної партії «Фронт Змін»           | пенсіонер                                                                                         |